# Cyberdémocratie
 (août 2014).
Si vous disposez d'ouvrages ou d'articles de référence ou si vous connaissez des sites web de qualité traitant du thème abordé ici, merci de compléter l'article en donnant les références utiles à sa vérifiabilité et en les liant à la section « Notes et références ».
La cyberdémocratie, démocratie numérique ou démocratie électronique, consiste en l'utilisation d'Internet pour développer la démocratie, en se servant de sites web comme support des informations, des débats voire des processus de décisions démocratiques. La cyberdémocratie cherche à répondre à l'idéal démocratique dans lequel tous les citoyens seraient des participants égaux aux propositions, aux créations et à la mise en œuvre des lois.

## Origine du nom
La cyberdémocratie est une traduction littérale du terme américain Cyberdemocracy. Cependant, en anglais, un autre terme fréquemment utilisé est celui de E-democracy. Le terme d’E-democracy n’apparaît qu’au milieu des années 1990 dans les milieux civiques actifs de l'internet.
En 1981, Ted Becker, homme politique américain, a créé le terme de Teledemocracy pour désigner l'utilisation des moyens modernes de communication dans le processus démocratique.
On trouve aussi le terme de démocratie virtuelle.

## Démocratie électronique directe
La démocratie électronique directe est une forme de démocratie directe qui utilise l'internet et d'autres technologies de communication électronique pour améliorer la bureaucratie qu'impliquent les référendums. Beaucoup de militants de la démocratie électronique directe pensent qu'elle peut également améliorer le processus de délibération. Et, comme dans toute autre démocratie directe, les citoyens d'une cyberdémocratie auraient le droit de vote sur tout projet de loi, pourraient proposer des lois, et demander la démission des représentants du peuple (dans le cas où les représentants du peuple sont préservés). On peut voir un exemple de démocratie directe totalement basée en ligne dans le film 8th Wonderland.
La cyberdémocratie n'est appliquée nulle part dans le monde en totalité, cependant plusieurs initiatives prennent forme. Ross Perot candidat indépendant à l'élection présidentielle des États-Unis d'Amérique en 1992 et en 1996, fut, pour un temps, un important défenseur de mairies électroniques. La Suisse qui est déjà une démocratie directe partielle, s'avance vers la cyberdémocratie. Plusieurs tentatives sont en cours de naissance, notamment en Australie, avec le projet Metagovernment. Senator On-Line (Sénateurs en ligne), est un parti politique australien qui était en liste pour les élections fédérales australiennes de 2007 qui propose un système de cyberdémocratie pour que les Australiens décident du choix du vote des sénateurs pour chaque projet de loi. Un tel système pourrait cependant entrer en conflit avec le mandat représentatif, en introduisant des éléments d'un mandat impératif, considéré comme incompatible avec la démocratie représentative et donc prohibé par les constitutions des pays européens.
La démocratie directe permettrait aux citoyens de choisir un mandataire pour voter en leurs noms tout en gardant leur droit de voter s'ils le souhaitent. Le vote et la nomination des mandataires pourraient être faits électroniquement. Les mandataires pourraient former des serveurs mandataires dans lesquels si A nomme B et B nomme C, et que ni A ni B ne vote pour un projet de loi mais que C est voté, le vote de C soit pris en compte pour les trois d'entre eux. Les citoyens pourraient aussi établir une liste de préférences de leurs mandataires, ainsi si leurs premiers choix de mandataire échouent, leurs votes pourraient être effectués par leurs mandataires de deuxième choix. La topologie de ce système serait à l'image de l'internet, dans lequel les internautes peuvent avoir un serveur alternatif pour la demande d'informations.

## Internet comme intermédiaire politique
L'internet est considéré comme la plateforme la plus prometteuse pour la cyberdémocratie. La miniaturisation et le développement de la télécommunication mobile pourraient également servir de support technologique.
Plusieurs différences fondamentales entre l'internet et les moyens de communication traditionnels expliquent son usage plus adapté pour la cyberdémocratie : la puissance de calcul combinée disponible sur l'internet est plus importante, permettant l'utilisation de méthodes de chiffrement plus puissantes et donc plus sûres pour l'identification des électeurs et le secret de leur vote, ainsi qu'une grande capacité de stockage d'informations. D'autre part l'internet permet la communication de nombreux interlocuteurs entre eux tandis que la radio ou la télévision ne le permettent que d'un petit nombre d'émetteurs vers un grand nombre de récepteurs, et que la téléphonie ne met en relation qu'un interlocuteur avec un autre à la fois.
L'internet a aussi déjà commencé à prendre une part importante dans le processus de discussion démocratique et de diffusion des idées dans les campagnes électorales.
Les types d'améliorations proposées par les enthousiastes de la cyberdémocratie visent à accroître et faciliter la participation des citoyens dans le processus de décision et d'action politique : adapter les modalités du vote par correspondance et par procuration aux moyens de communication électroniques et augmenter la transparence du processus démocratique en permettant une plus large participation du public sont deux exemples communs.

## Avenir de la cyberdémocratie
La démocratie électronique a l'avantage de plaire à la jeunesse, et donc d'augmenter leur participation aux élections et leurs prises de conscience politique. Avec l'augmentation constante du taux d'abstention chez les jeunes, la cyberdémocratie et un système de vote électronique peuvent aider à renverser cette tendance. Les jeunes, notamment, ont vu leur taux de participation chuter dans la plupart des nations industrialisées, notamment en Europe et aux États-Unis. L'utilisation de mécanismes de participation politique électronique peut être plus familière à la population jeune, et par conséquent, entraîner une plus grande participation des jeunes qui autrement trouveraient le système de vote traditionnel peu pratique.
Le défi pour les gouvernements et les administrations, mais aussi pour les citoyens, est de développer des outils et d'adapter des processus afin de satisfaire les désirs de la cyberdémocratie. Plus généralement, un aménagement de la notion de démocratie représentative, voire sa substitution par une autre notion, ayant vocation à concilier les exigences de la participation et de la représentation, pourrait être nécessaire.
Il y a énormément de questions en suspens concernant les aspects pratiques et juridiques de la cyberdémocratie. Ainsi, beaucoup d'essais sont en cours dans plusieurs pays afin d'expérimenter ces différents aspects de la cyberdémocratie.

### Difficultés techniques

#### Unicité du vote et secret
La difficulté majeure, celle qui pourrait empêcher la cyberdémocratie d'être un succès, est l'identification des citoyens. Les élections démocratiques impliquent à la fois le secret du vote, et un vote unique par personne : la cyberdémocratie doit permettre d'identifier chaque électeur de manière fiable sans compromettre son vote, alors que ces deux étapes se font sur le même canal de communication. En mars 2007, l'Estonie autorise le vote électronique et à distance lors d'élection législative. C'est la première expérience de ce type pour un scrutin national
Cependant une solution à ce problème a été proposée par un des candidats à la LaPrimaire.org en 2017, basée sur l'identification humaine et réelle lors de scrutins de vérification des votes, associés à la possibilité de voter anonymement sur un serveur en s'identifiant à l'aide de plusieurs MD5, dont le déchiffrage est impossible pour remonter jusqu'à l'identité du votant. La vérification de l'existence réelle du votant serait automatiquement effectuée à chaque scrutin, au cours duquel, le citoyen vérifierait l'exactitude de ses propres votes et confirmerait ses codes d'identification MD5 sur le serveur. Les recomptes manuels doivent coïncider avec ceux des serveurs miroirs synchronisés de chaque municipalité. Le candidat a nommé cette méthode le "vote anonyme nominatif"

#### Organisation des débats
Les technologies contemporaines comme les listes de diffusion, les réseaux pair-à-pair, les logiciels de groupe, les wikis, les forums internet, et les blogs sont des pistes pour le début potentiel d'une cyberdémocratie. De la même façon, ces technologies nous montrent les tendances pour des problèmes possibles dans ce secteur, comme l'incapacité de soutenir participation de nouvelles initiatives ou de se protéger contre l'usurpation d'identité, la surcharge d'informations, et le vandalisme.
Toujours dans la proposition du candidat à la LaPrimaire.org en 2017, une plateforme de vote est envisageable, avec plusieurs types de votes (accord, désaccord, blanc mal formulé, blanc sans intérêt) ou de scrutin ainsi que la rédaction des débats et lois. Cette proposition permet d'accéder à une évolution temporelle des votes, concept appelé "loi vivante", qui active et désactive les lois en fonction de l'évolution des votes, tout en maintenant une stabilité concernant la durée d'application.
Dans cette proposition, l'usurpation d'identité est solutionnée, par le "vote anonyme nominatif", la surcharge d'information par la popularité, le partage d'information social classique et les votes, le vandalisme par la modération démocratique (quota à atteindre et négociable par le "contre-vote", par thème de censure, sans technocrate modérateur obligatoire)
Jonathan Bishop souligne qu'il y a une non-participation de certains membres dans leurs discussions et leurs activités[pas clair]. La phase d’accueil du nouveau membre est, donc, primordiale et déterminante dans son futur degré d’implication dans cyberdémocratie

### Difficultés politiques
Les intérêts en jeu dans le monde politique constituent un autre problème. Outre les hommes politiques et les partis politiques historiques, les médias, mais aussi les entreprises, ont des intérêts tant dans le processus politique actuel que dans le E-business, (l'utilisation de moyens électroniques (particulièrement des technologies de l'information) pour réaliser des affaires), ce qui peut entraîner des conflits d'intérêts.

#### Populisme et éducation
Quelques-unes des objections traditionnelles à la démocratie directe sont employées contre la cyberdémocratie, comme l'éventualité pour la gouvernance de tendre vers le populisme et la démagogie. Il existe des objections d'ordre plus pratique, non seulement en matière de fracture numérique entre ceux qui disposent de l'accès aux médias nécessaires pour la cyberdémocratie (connexions internet et téléphones portables) et ceux qui n'en disposent pas, mais aussi en matière de coût d'opportunité des dépenses pour des innovations pour la cyberdémocratie.
La proposition du candidat à la LaPrimaire.org proposait, face à des hommes politiques qui eux-mêmes utilisent le populisme ou la démagogie depuis des décennies, de limiter ce genre de dérive par le "vote éduqué": le citoyen avant de voter doit consulter la thèse et l'antithèse, sans influence d'un parti politique, les arguments dialectiques étant anonymes.
Le débat est ainsi voté par tout le peuple, mais on peut imaginer voir le débat "populaire" et le débat "élitiste" par un filtre de tri informatique en fonction du niveau d'éducation. Sans parler d'un rôle de ce filtre dans le calcul des votes, ceci permettrait de voter pour les idées et non pas pour un homme ou pire un parti politique, cette religion contemporaine et cet "opium du peuple".
Ensuite, la mise en place d'un QCM sur les arguments des différents acteurs populaires du débat, permettrait de vérifier que le votant comprend les arguments de la thèse et de l'antithèse, et ne le fait pas par religion politique: en outre, il oblige le citoyen à s'informer des avis de ceux qui ne pensent pas comme lui. Si on peut ici critiquer que la personne incapable de comprendre tous les arguments du débat, ne peut peut-être pas voter, selon le système cyber-démocratique, il n'en reste pas moins, qu'il peut cependant s'exprimer: le sondage, biaisé d'ordinaire lors de l'échantillonnage qui ne prend pas en compte les SDF, est alors remplacé par une consultation directe qui n'est plus falsifiable comme l'est un sondage.
La fracture numérique peut facilement être résolue en offrant aux plus démunis un moyen de vote (au moins dans les mairies voire dans les téléviseurs), en sécurisant les communications, et en offrant un système public partagé par tous, mais contrôlé par des informaticiens tirés au sort.

#### Sécurisation et recompte des votes
Des votes électroniques récents en France ont pu entamer la crédibilité de ce mode de scrutin : ainsi par exemple, en mai 2014, les primaires organisées en ligne par l'UMP dans la perspective des élections municipales à Paris ont connu des défaillances techniques (site indisponible, mauvaise version de Java, logiciel incompatible avec Mac) qui ont amoindri la crédibilité des résultats obtenus. Par ailleurs, certains médias ont allégué qu'en dépit du protocole de sécurité mis en place par le prestataire, il était possible d'usurper l'identité d'électeurs inscrits pour voter plusieurs fois.
Ces problèmes sont résolus: par la "loi vivante", le "vote anonyme nominatif" évoqués plus haut.
Certains citoyens militants contre le vote électronique contestent le transfert de la compétence électorale vers le technicien qui devient la seule instance en mesure de dire si le vote peut être déclaré valide ou pas. On allègue également parfois que le bourrage d'urnes numérique est moins discernable que son équivalent dans le monde physique.
La vérification des votes par le "vote anonyme nominatif", basée sur une synchronisation constante entre tous les serveurs miroirs des milliers de municipalités, résout ces problèmes: toute tentative de falsification des résultats imposerait de contrôler au même moment les milliers de serveurs municipaux.
Quant aux faux électeurs d'une municipalité, leur absence répétée lors de plusieurs scrutins de vérification, humaine, des votes "importants", annulerait leur vote, selon la proposition évoquée.
En outre, il était proposé que les citoyens ne sortent pas du lieu (compatible, comme un "stade de la fête des voisins") tant que le scrutin n'est pas terminé, afin de ne pas s'identifier dans une autre municipalité. Ainsi la vérification des votes internet pourrait avoir lieu seulement quelques fois par an, et être rapidement effectuée dans la journée.

#### Critique de la démocratie liquide
Le chercheur américain Evgeny Morozov critique certain aspect de la démocratie digitale qu'il désigne sous le terme de démocratie liquide. S'il admet que les technologies numériques ont engendré des propositions pour améliorer la participation des citoyens aux affaires publiques, Il constate aussi le manque d’engagement et d'action politique derrière les initiatives Liquidfeedback proposé par le parti pirate allemand, ou We the people de l’administration Obama. Le solutionnisme que dénonce Morozov consiste à proposer les technologies numériques pour fournir des solutions à des problèmes qui ne se posent pas.